# Make America Great Again

Знак Make America Great Again, використаний під час президентської кампанії Трампа 2016 року

Make America Great Again (англ. — «Зробімо Америку великою знову»), також MAGA — гасло кампанії, яке використовується в американській політиці та було популяризоване Дональдом Трампом у своїй президентській кампанії 2016 року. Рональд Рейган використовував аналогічне гасло Let's make America great again («Зробимо Америку знову великою») у своїй успішній президентській кампанії 1980 року. Білл Клінтон також використав цю фразу у виступах під час своєї успішної президентської кампанії 1992 року та знову у радіорекламі, що виходила в ефір для президентської кампанії 2008 року його дружини Гілларі Клінтон.
Дональд Трамп зареєстрував гасло як торгову марку у 2012 році, і використовував його до президентської кампанії, надягаючи кепки з написом на своїх виступах.